# Sclerophrys blanfordii
Sclerophrys blanfordii és una espècie de gripau de la família dels bufònids. Viu a Djibouti, Eritrea, Etiòpia i Somàlia. El seu hàbitat inclou sabanes seques, zones seques d'arbustos tropicals o subtropicals, prades, aiguamolls d'aigua dolça, àrees rocoses i deserts. És una espècie en risc mínim, és a dir, no sembla que hi hagi cap amenaça significativa per a la seva supervivència. Fou anomenat en honor del geòleg i zoòleg britànic William Thomas Blanford.